# Campionato europeo femminile di pallacanestro Under-18 2022
Il Campionato europeo femminile di pallacanestro Under-18 2022 (noto anche come FIBA EuroBasket Women Under-18 2022) si è svolto in Grecia, a Candia.

## Classifica finale
| Campione d'Europa | Campione d'Europa    | Campione d'Europa |
| ----------------- | -------------------- | ----------------- |
| Lituania          |                      |                   |
| Argento           | Spagna               |                   |
| Bronzo            | Francia              |                   |
| 4.                | Germania             |                   |
| 5.                | Italia               |                   |
| 6.                | Rep. Ceca            |                   |
| 7.                | Finlandia            |                   |
| 8.                | Polonia              |                   |
| 9.                | Lettonia             |                   |
| 10.               | Turchia              |                   |
| 11.               | Ungheria             |                   |
| 12.               | Belgio               |                   |
| 13.               | Israele              |                   |
| 14.               | Grecia               |                   |
| 15.               | Svezia               |                   |
| 16.               | Bosnia ed Erzegovina |                   |